# متحف فلورنس نايتينجيل
يقع متحف فلورنس نايتينجيل في مستشفى سانت توماس المواجه لقصر وستمنستر عبر نهر التايمز في ساوث بانك بوسط لندن في إنجلترا. يفتح المتحف للجمهور خمسة أيام في الأسبوع، من الأربعاء إلى الأحد، من العاشرة صباحًا حتى الخامسة مساءً (آخر دخول في الرابعة والنصف مساءًا).
يروي المتحف القصة الحقيقية لفلورنس نايتينجيل السيدة ذات المصباح، من طفولتها الفيكتورية إلى تجربتها في شبه جزيرة القرم، مرورًا بسنواتها كناشطة متحمسة من أجل الإصلاح الصحي. عُرفت نايتنجيل بأنها مؤسس التمريض الحديث في المملكة المتحدة. يشرح المتحف الجديد إرثها ويكرم أيضًا مهنة التمريض اليوم، ويندرج ضمن قائمة مجموعة متاحف لندن للصحة والطب.

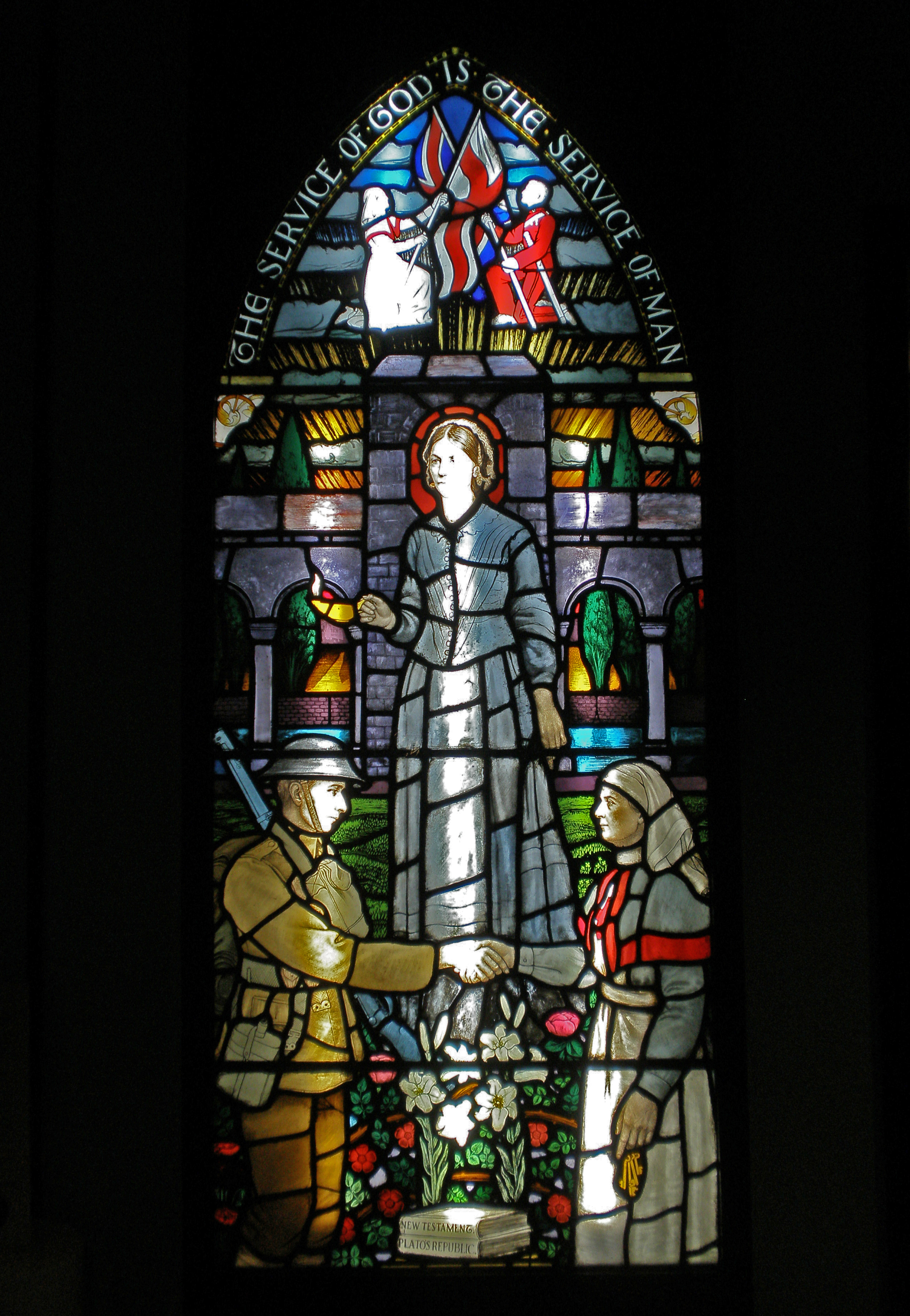
نافذة زجاجية ملونة لنايتينجيل معروضة في المتحف.

أسست نايتينجيل في عام 1860 بعد أربع سنوات من مشاركتها الشهيرة في حرب القرم مدرسة نايتينجيل لتدريب الممرضات في مستشفى سانت توماس حيث يوجد المتحف في هذا الموقع.
صُمم المتحف الجديد حول ثلاثة أجنحة تحكي قصتها. يحكي جناح القفص المذهب قصة طفولة نايتينجيل المتميزة ونضالها ضد الأعراف الاجتماعية الخانقة. يُظهر جناح النداء كيف تعاملت نايتينجيل وفريقها مع الأزمة في المستشفيات العسكرية حيث وُلدت أسطورة السيدة المصباح. يُظهر جناح الإصلاح والإلهام الجانب الآخر من نايتينجيل، وهو جانب،المصلح الذي قام بحملة بلا كلل من أجل الإصلاح الصحي في الداخل والخارج.
تشمل أهم المعروضات في المتحف قائمة الكتابة التي استخدمتها نايتينجيل عندما كانت طفلة، وبومتها الأليفة أثينا (التي أنقذتها في أثينا وربّتها، وأصبحت رفيقها الدائم في جيبها في كل مكان تسافر إليه، وخزانة أدوية نايتنيجيل التي أخذتها معها إلى القرم. كما يحتوي المتحف على مزيج من الأدوية والعلاجات العشبية، من بيكربونات الصودا إلى مسحوق الراوند. كما يعرض المتحف سجلاً نادرًا للممرضات، ويسرد سيرة النساء اللاتي خدمن مع نايتنيجيل في المستشفيات العسكرية في تركيا وشبه جزيرة القرم.
أُنشئت معارض تفاعلية لتقديم طرق مختلفة لاستكشاف قصة فلورنس وتأثيرها. كما تُقدم أنشطة إبداعية مجانية للأطفال خلال العطلات.

## روابط خارجية
- الموقع الرسمي